# Язовец
Язовецът е група от няколко вида всеядни животни, най-вече от семейство Порови (Mustelidae) (което също включва видри, невестулки, златки, белки, росомахи, норки,  фретки и порове), но също така и два вида, наречени „язовци“ от свързаното семейство Скунксови (Mephitidae). Всички представители принадлежат към подразреда хищници кучеподобни (Caniformia).

## Таксономия
Единадесетте вида язовци от семейство Порови са групирани в четири подсемейства:
- Melinae (4 вида, включително европейския язовец)
- Helictidinae (5 вида Далекоизточни язовци)
- Mellivorinae (меден язовец)
- Taxideinae (американски язовец)

Европейският язовец е един от най-големите; американският язовец, свиневидният язовец и медният язовец обикновено са малко по-малки и по-леки. Тежат около 9 – 11 кг, докато някои евразийски язовци тежат около 18 кг.